# Хазар (порт)
Хазар (прежнее название — Челекен; туркм. Hazar port nokady) — портовый пункт в Туркменистане. Расположен в западной части полуострова Челекен, на западе города Хазар.
Портовый пункт был построен в 1965 году.

## Описание
В портовом пункте имеется 11 причалов. Гавань порта образована двухколенчатым молом, находящимся на севере и волноломом, расположенным на юге.
Длина судоходного канала порта составляет 1,5 км, ширина — 60 м, а глубина — 6—8 м.